# میروسلاو بونداش
میروسلاو بونداش (انگلیسی: Myroslav Bundash؛ زادهٔ ۲۲ دسامبر ۱۹۷۶) بازیکن فوتبال اهل اوکراین است.
از باشگاه‌هایی که در آن بازی کرده‌است می‌توان به باشگاه فوتبال اوورلا اوژهورود و باشگاه فوتبال آتیراو اشاره کرد.
وی همچنین در تیم ملی فوتبال Ukraine (students) بازی کرده‌است.